# ツァイッター&ヴィンケルマン
ツァイッター&ヴィンケルマン（Zeitter & Winkelmann）は、ドイツのブラウンシュヴァイクで最古のピアノ製造会社である。1837年にクリスティアン・ルードヴィヒ・テオドール・ヴィンケルマン（Christian Ludewig Theodor Winkelmann）によって創業された。ヴィンケルマンはWollmarkt 3番地の家で最初のスクエア・ピアノを製作し、すぐにグランドピアノも製作した。

## 社史
フリードリヒ・ツァイッター（Friedrich Zeitter）が1851年に共同事業者として会社に加わった後、ツァイッターはとりわけ交差弦と鋳鉄フレームを導入した。年間生産数は60から80台に増加した。
1888年、Hildesheimer通りに新たな建物が建築され、この建物は1924年に拡張された。同年には3万台のピアノが生産された。1920年代、ツァイッター&ヴィンケルマンとブラウンシュヴァイクを拠点とするシンメル社、その他いくつかのピアノ製造会社が協力し、「Deutsche Pianowerke AG」（ドイツピアノ工場株式会社）を設立した。1930年代にこの連合は再び分裂し、ツァイッター&ヴィンケルマンとシンメルは独立を確保し続けた。
1944年10月15日のブラウンシュヴァイク空襲によって生産施設が破壊された。しかしながら、後継者のルドルフ・ヴィンケルマン jun. がライプツィヒ通りに会社を再建した。1963年以降、ツァイッター&ヴィンケルマンはザイラーグループに加わった。